# Lisneidy Veitía
Lisneidy Inés Veitía Córdova (* 29. April 1994) ist eine kubanische Sprinterin und Mittelstreckenläuferin, die sich auf den 400-Meter-Lauf spezialisiert hat.

## Sportliche Laufbahn
Erste internationale Erfahrungen sammelte Lisneidy Veitía bei den 2010 erstmals ausgetragenen Olympischen Jugendspielen in Singapur, bei denen sie im 100-Meter-Lauf in 12,15 s Dritte im B-Finale wurde. 2014 startete sie bei den Zentralamerika- und Karibikspielen in Xalapa und siegte dort mit neuer Bestleistung von 51,72 s im 400-Meter-Lauf sowie in 3:29,69 min auch mit der kubanischen 4-mal-400-Meter-Staffel. Bei den IAAF World Relays 2015 auf den Bahamas siegte sie mit der 4-mal-400-Meter-Staffel mit 3:30,94 min im B-Finale und anschließend nahm sie an den Panamerikanischen Spielen in Toronto teil und belegte dort in 52,44 s den achten Platz im Einzelbewerb und wurde mit der Staffel in 3:31,22 min Vierte. Daraufhin klassierte sie sich bei den NACAC-Meisterschaften in San José mit 53,01 s auf dem fünften Platz und schied dann bei den Weltmeisterschaften in Peking mit 52,25 s im Vorlauf aus. Im Jahr darauf siegte sie bei den U23-NACAC-Meisterschaften in San Salvador in 2:02,02 min im 800-Meter-Lauf und qualifizierte sich über diese Distanz auch für die Olympischen Spiele in Rio de Janeiro, bei denen sie mit 2:02,10 min nicht über die erste Runde hinauskam. Zudem trat sie auch mit der kubanischen 4-mal-400-Meter-Staffel an, verpasste dort aber mit 3:30,11 min den Finaleinzug.
Nach einem ersten Karriereende, kehrte sie 2019 zur Leichtathletik zurück und bei den World Athletics Relays 2021 im polnischen Chorzów siegte sie mit der 4-mal-400-Meter-Staffel überraschend in 3:28,41 min. Im August startete sie dann mit der Staffel erneut bei den Olympischen Sommerspielen in Tokio und belegte dort in 3:26,92 min im Finale den achten Platz. Im Jahr darauf schied sie bei den NACAC-Meisterschaften in Freeport mit 55,09 s im Vorlauf über 400 Meter aus und gewann mit der Mixed-Staffel in 3:20,35 min gemeinsam mit Reinier Pintado, Roxana Gómez und Lázaro T. Rodríguez die Bronzemedaille hinter den Teams aus den Vereinigten Staaten und Jamaika. 2023 belegte sie bei den Zentralamerika- und Karibikspielen in San Salvador in 53,52 s den sechsten Platz im Einzelbewerb und siegte in 3:26,08 min mit der Staffel. Anschließend schied sie bei den Weltmeisterschaften in Budapest mit 3:29,70 min im Vorlauf mit der Staffel aus. Ende Oktober belegte sie bei den Panamerikanischen Spielen in Santiago de Chile in 3:21,20 min den vierten Platz in der Mixed-Staffel und mit der Frauenstaffel siegte sie in 3:33,15 min gemeinsam mit Zurian Hechavarría, Rose Mary Almanza und Sahily Diago.
In den Jahren 2015 und 2022 wurde Veitía kubanische Meisterin im 400-Meter-Lauf sowie 2014 und 2016 in der 4-mal-400-Meter-Staffel.

## Persönliche Bestleistungen
- 400 Meter: 51,65 s, 29. Juni 2021 in Castellón de la Plana
- 800 Meter: 1:58,93 min, 30. Juni 2016 in Barcelona